# Jim Horn
Pour les articles homonymes, voir James Horn et Horn.
James Ronald Horn (né le 20 novembre 1940) dit Jim est un saxophoniste, clarinettiste, hautboïste et musicien de session américain. 
Horn est né à Los Angeles, et après avoir remplacé le saxophoniste Steve Douglas en 1959, il part en tournée avec le guitariste Duane Eddy pendant cinq ans, jouant du saxophone et de la flûte sur la route et en studio d'enregistrement. Avec Bobby Keys et Jim Price, il est devenu l'un des musiciens de cor les plus demandés des années 1970 et 1980.
Horn a joué sur des albums solo de trois membres des Beatles, formant une longue association avec George Harrison après être apparu au bénéfice du Concert for Bangladesh de ce dernier en 1971. Horn a tourné avec John Denver  par intermittence de 1978 à 1993. Il a également joué occasionnellement avec Denver en concert après le Wildlife Concert en 1995.
Il a joué de la flûte sur l'enregistrement original en studio de "Going Up the Country" de Canned Heat, reproduit dans le film "Woodstock".
Horn a joué de la flûte et du saxophone sur l'album des Beach Boys Pet Sounds, et a joué de la flûte sur l'album des Rolling Stones' Goats Head Soup.
Il a également collaboré avec Don Williams sur au moins deux chansons et a tourné avec lui pendant deux ans.
En 2007, Horn a été intronisé au Musicians Hall of Fame and Museum à Nashville en tant que membre de the Wrecking Crew.

## Discographie
- The 5th Dimension – Up, Up and Away, Aquarius/Let the Sunshine In
- Alan James – Sweet Baby You, Where It's At on album Break The Ice (1991)
- Badfinger - Badfinger
- The Beach Boys – Pet Sounds – "Good Vibrations"
- Boz Scaggs – Memphis
- Buffalo Springfield – Broken Arrow (clarinet)
- Burton Cummings – My Own Way to Rock (Saxophone)
- Canned Heat – Going Up the Country (flute)
- Captain & Tennille  – Song of Joy – 1954 Boogie Blues
- The Carpenters – Carpenters
- Christopher Cross – Ride Like the Wind
- Delbert McClinton – Never Been Rocked Enough
- Dizzy Gillespie – Free Ride
- Elton John – Little Jeannie
- Elvis Presley – Roustabout (film)
- Frank Sinatra – Strangers in the Night (flute)
- Garth Brooks – One Night a Day
- George Benson – Turn Your Love Around
- George Harrison – 1971 The Concert for Bangladesh – 1974 Dark Horse Tour – Cloud Nine – Got My Mind Set On You– 1975 Extra Texture – You.
- Glenn Frey – The One You Love (ending tenor saxophone solo)
- Hank Williams Jr. – Monday Night Football Theme – BORN TO BOOGIE
- Harry Nilsson – Pussy Cats
- Herbie Hancock – Man-Child
- Ike and Tina Turner - River Deep – Mountain High (baryton)
- Jeff Lynne – Armchair Theatre
- Johnny Rivers – Poor Side of Town
- Jose Feliciano – Light My Fire et LP Feliciano!
- Joy of Cooking – Castles
- Kenny Chesney – À partir de juillet 2009, Horn est en tournée sur le Sun Carnival Tour de Kenny Chesney. Horn a composé et fait les arrangements pour les sections de cors pendant plusieurs années.
- Leon Russell – Lady Blue
- The Mamas & the Papas – notamment Creeque Alley
- Mink DeVille – Sportin' Life
- Molly Hatchet - The Deed Is Done
- Monk Higgins - Extra Soul Perception
- Neil Sedaka – Sedaka's Back
- Ringo Starr – Don't Go Where the Road Don't Go
- Ronnie Milsap – Lost in the Fifties Tonight
- Seals & Crofts – Summer Breeze
- Shawn Phillips – Italian Phases (soprano saxophone)
- Shooter Jennings – Played and arranged horns sur l'album The Wolf (2007)
- Spiral Starecase – More Today Than Yesterday (baryton)
- Steely Dan – The Royal Scam
- Steve Cropper and Booker T. & the M.G.'s – MEMPHIS (with Kioshiro) – 1992 Tour
- Steve Taylor – I Blew Up the Clinic Real Good
- Stevie Wonder Ebony Eyes
- The Righteous Brothers – You've Lost That Lovin' Feelin' (baryton)
- The Rolling Stones – Goat's Head Soup
- Toto – Rosanna, Africa
- Traveling Wilburys – Volume 1, Volume 3
- Van Dyke Parks – Song Cycle
- Vince Gill – I Can't Tell You Why
- Warren Zevon – Excitable Boy

## Albums solo
- Through the Eyes of a Horn (1972) Shelter Records
- Jim's Horns (1973) Shelter Records
- Neon Nights (1989) Warner Bros Records
- Work It Out (1990)
- Children of the Universe (2012)